# Boko Haram
Boko Haram je nigerijska islamistička skupina, koju je 2002. osnovao Muhammad Yusuf, a od 2009. djeluje kao naoružana džihadistička skupina. Skupina se protivi onim što se naziva "nemoral" Zapadnog svijeta, posebice u okvirima seksualnosti, i vidi rasprostranjenu korupciju i kriminal u Nigeriji kao posljedicu utjecaja Zapadnog svijeta i neislamskog obrazovanja.
Članovi skupine zahtijevaju da se muslimansko šerijatsko pravo i islamske škole uvedu diljem Nigerije, a kao cilj imaju svrgavanje državne sekularne vlade. Izvodili su napade na policiju i vladine službenike, na crkve, škole i kršćanske četvrti, ali i na muslimanske vođe koji su kritizirali skupinu ili koji pomažu rad vlade. Skupina je ubila veliki broj učenika i otela učenice s ciljem njihove prodaje u roblje, a i zato da bi se udale a ne išle u školu.
 Napadi su uglavnom izvođeni u sjevernoj Nigeriji gdje muslimani čine većinsku religiju.
Skupina Boko Haram ne dobiva veliku podršku iz redova lokalnog stanovništva. Kada je skupina osnovana 2002., nije zvana Boko Haram, već nigerijski talibani, a skupinu su odlučno kritizirale muslimanske vođe. Ipak, jedan dobar dio muslimanskog stanovništva želi uvesti šerijatsko pravo da bi se na taj način borili protiv kriminala.
Državno tajništvo SAD-a tretira Boko Haram kao terorističku organizaciju.

## Etimologija
Riječ boko ('zabluda, prevara, samovoljnost') dolazi iz hausa jezika, a haram ('zabranjeni grijeh') je arapskog podrijetla i često se Boko Haram figurativno prevodi kao ”zapadno školovanje je grijeh”, iako to nije doslovan prijevod. Ovaj pojam se koristi kao kritika prema sekularnim i kršćanskim školama još od kolonijalnog doba. (Diskutabilno tumačenje riječi boko je godinama tumačeno na engleskoj wikipediji kao 'latinsko pismo', koje su kolonijalne velesile uvele umjesto arapskog koji je korišten u muslimanskim školama.)

## Pozadina
Boko Haram ima svoje sjedište u gradu Maiduguri u oblasti Borno u sjevernoistočnoj Nigeriji. Prije kolonizacije i ulaska u Britansko Carstvo, Borno Carstvo je bilo suvereni sultanat u kojem se upravljalo u skladu s medinskom konstitucijom, s većinskim muslimanskim narodom Kanuri. 
Šerijatsko pravo uvedeno je od 1999. do 2001. u dvanaest regija u sjevernoj Nigeriji s većinskom muslimanskom populacijom. Od 2000. i kasnije sukobi između kršćana i muslimana odnijeli su tisuće života.
Od ukupnog broja stanovništva je 50,5 % muslimana (uglavnom sunita, koji uglavnom žive na sjeveru države), 48,2 % je kršćana (uglavnom nastanjenih u južnim i središnjim dijelovima države) dok je oko 1,4 % pripadnika drugih denominacija i ateista.

## Pokret u modernom dobu

### Osnivanje
Godine 1995. postojala je organizacija Shabaab čiji vođa je bio Mallam Lawal. Kada je Lawal napustio pokret, na njegovo čelo dolazi Mohammed Yusuf. Službeno osnivanje novog pokreta bilo je 2002. u gradu Maiduguri, s ciljem uvođenja šerijatskog prava u regiji Borno, pod vodstvom tadašnjeg guvernera Bornoa, Ali Modu Sheriffa.

### Početak sukoba
Tijekom prvih sedam godina pokret Boko Haram je uglavnom djelovao mirnodopski. Kada je vlada napravila istragu o pokretu, i kada je dobila izvještaj da se Boko Haram naoružava, dolazi do radikalne promjene stanja, i grupacija postaje sve nasilnija.

### Eskalacija sukoba

#### 2009. – 2011.
Dana 26. srpnja 2009. dolazi do izbijanja nasilja jer Boko Haramu nije odobrena dozvola za demonstracije u oblasti Bauchi, a policija je uhitila nekoliko članova skupine za koje se sumnjalo da pripremaju atentat. Dan poslije pripadnici Boko Harama pale nekoliko crkava, jednu policijsku postaju, carinski ured i zatvor u Bornu. Armija odgovara velikom ofenzivom u Maiduguri. Oko 700 osoba je ubijeno u petodnevnim borbama u gradu a 100 tijela je pronađeno nedaleko jedne džamije u koju su upale snage sigurnosti. Yusuf je pokušao pobjeći, ali biva uhićen i ustrijeljen je u pritvoru samo nekoliko sati poslije uhićenja. Yousufov najbliži suradnik Abubakar Shekau bio je povrijeđen i vjerovalo se da je umro, međutim preživio je ranjavanje i preuzeo je upravljanje organizacijom.
Dana 7. rujna 2010. oslobođen je 721 zarobljenik među kojima je bilo i oko 50 članova Boko Harama. U prosincu 2010. dolazi do ponovne eskalacije nasilja u Maiduguri. Nekoliko eksplozivnih naprava eksplodiralo je u gradu Jos, a Boko Haram preuzeo je odgovornost za taj čin. Nekoliko lokalnih imama je uputilo javnu kritiku vladi jer nisu prije djelovali iako su od njih dobili upozoravajuće signale o Boko Haramu. Jedan od njih je bio i imam Ibrahim Ahmed Abdullahi, kojeg je Boko Haram ubio u ožujku 2011. Još jedan muslimanski lider ubijen je u rujnu iste godine.
U ljeto 2011., skupina izvodi nekoliko terorističkih akcija u Abuji, među ostalima i protiv UN-a.
U studenom 2011. poginulo je 150 osoba kada su napadnute policijske postaje i crkve. Na Božić 2011. ubijeno je preko 40 kršćana u nekoliko napada na crkve. Skupina je ukupno ubila oko 450 osoba samo tijekom 2011. godine.

#### 2012. – 2013.
Najveći teroristički čin u afričkoj povijesti izvela je skupina tijekom siječnja 2012. Napadi su bili okrenuti na nekoliko ciljeva, prvo prema kršćanskim crkvama i poduzećima 5. i 6. siječnja, kada gine najmanje 37 osoba, a zatim slijede napadi na policijske postaje i zgrade vlade na sjeveru zemlje 20. siječnja kada je poginulo 170 osoba.
Dana 18. ožujka 2013. izvršen je samoubilački napad na autobusnom stajalištu u Kanu, u kršćanskoj enklavi u sjevernoj Nigeriji. Najmanje 20 osoba je poginulo. U srpnju 2013. poginulo je još najmanje 28 osoba u istoj kršćanskoj oblasti.
Tijekom uskrsnih blagdana 2012. najmanje 36 osoba je ubijeno a među njima i sedmogodišnja kćerka jednog policajca.
U kolovozu 2013. izvršena su dva napada u sjevernoistočnoj Nigeriji u kojima ginu 24 osobe, a vjeruje se da ih je izveo Boko Haram. Pretpostavlja se da su napadi izvršeni kao odmazda zbog ofenziva koje su poduzete iz te oblasti protiv Boko Harama.
U studenom 2013. vlada SAD-a stavlja na popis "stranih terorističkih organizacija", što znači da se na njih primjenjuju specijalni zakoni i sankcije koji su usmjereni protiv terorista.

#### 2014. -
Krajem siječnja 2014. u napadu Boko Harama u sjevernoistočnoj Nigeriji ubijeno je 45 osoba.  Dana 12. veljače ubijeno je najmanje 39 osoba, a djevojčice su uzete za taokinje kada je grad Kondunga napadnut i zapaljen. Četiri dana poslije, 16. veljače ubijeno je oko 100 osoba u gradu Izghe. Jedina gimnazija za djevojčice, Chibok, u regiji Borno napadnuta je 14. travnja. Najmanje 16 osoba je ubijeno, a 273 učenice su otete, od kojih je najmanje 53 uspjelo pobjeći.